# Melba Liston
Melba Doretta Liston (Kansas City, 13 gennaio 1926 – Los Angeles, 23 aprile 1999) è stata una trombonista, arrangiatrice e compositrice statunitense.
Fu la prima trombonista donna a suonare in big band negli anni '40 e '60, ma con il progredire della sua carriera divenne più conosciuta come arrangiatrice, soprattutto in collaborazione con il pianista Randy Weston.

## Biografia
Liston è nata a Kansas City in Missouri. All'età di sette anni la madre di Melba le comprò un trombone. La sua famiglia ha incoraggiato la sua passione per la musica, poiché erano tutti amanti della musica. Liston è stata principalmente autodidatta ma è stata "incoraggiata dal nonno che suonava la chitarra" che ha dedicato molto tempo ad insegnarle a suonare gli spirituals e le canzoni popolari. All'età di otto anni era abbastanza brava da poter suonare come solista in una stazione radio locale. A dieci anni si è trasferita a Los Angeles in California. È stata compagna di classe di Dexter Gordon e amica di Eric Dolphy. Dopo aver suonato nelle bande giovanili e studiato con Alma Hightower, nel 1944 entrò a far parte della orchestra jazz guidata da Gerald Wilson.
Ha inciso con il sassofonista Dexter Gordon nel 1947 e si è unita per un certo periodo alla orchestra jazz di Dizzy Gillespie, che comprendeva i sassofonisti John Coltrane, Paul Gonsalves e il pianista John Lewis a New York, quando Wilson ha sciolto la sua orchestra nel 1948. Liston si esibiva come spalla ed era nervosa quando le veniva chiesto di fare assoli ma con l'incoraggiamento divenne più a suo agio come solista nelle bande. Ha partecipato ad un tour con Count Basie poi con Billie Holiday nel 1949 ma fu così duramente turbata dall'indifferenza del pubblico e dalle difficoltà dei viaggi che rinunciò a suonare e si dedicò all'istruzione. Liston insegnò per circa tre anni.
Per alcuni anni ha svolto un lavoro d'ufficio e ha integrato il suo reddito lavorando come comparsa a Hollywood, recitando in Il figliuol prodigo nel 1955 e in I dieci comandamenti nel 1956. Ritorno con Gillespie per dei tour sponsorizzati dal Dipartimento di Stato americano nel 1956 e 1957, incise con i Jazz Messengers di Art Blakey nel 1957 e formò un quintetto tutto al femminile nel 1958. Nel 1959, si recò in Europa con lo spettacolo Free and Easy, di cui Quincy Jones fu direttore musicale. Ha accompagnato Billy Eckstine con la Quincy Jones Orchestra in At Basin Street East, uscito il 1º ottobre 1961 per la Verve.
Negli anni '60 inizia a collaborare con il pianista Randy Weston arrangiando composizioni per gruppi di medie e grandi dimensioni. Questo sodalizio, particolarmente forte negli anni '60, si riaccenderà alla fine degli anni '80 e '90 fino alla sua morte. Inoltre, ha lavorato con Milt Jackson, Clark Terry e Johnny Griffin, oltre a lavorare come arrangiatrice per Motown, suonando per gli album di Ray Charles. Nel 1964, ha contribuito a fondare la Pittsburgh Jazz Orchestra. Nel 1971 è stata scelta come arrangiatore musicale per l'artista Calvin Scott della Stax Records, il cui album è stato prodotto dal primo produttore di Stevie Wonder, Clarence Paul. Su questo album ha lavorato con Joe Sample e Wilton Felder dei Jazz Crusaders, col chitarrista blues Arthur Adams e col batterista jazz Paul Humphrey. Nel 1973 si trasferì in Giamaica per insegnare alla Jamaica School of Music per sei anni prima di tornare negli Stati Uniti per dirigere le proprie orchestre.
Durante il soggiorno in Giamaica, ha composto e arrangiato la musica per il film comico del 1975 Smile Orange con Carl Bradshaw, che tre anni prima aveva recitato nel primo film giamaicano, The Harder They Come.
Ha dovuto smettere di suonare nel 1985 a causa di un ictus che l'ha lasciata parzialmente paralizzata. ma ha continuato ad arrangiare musica con Randy Weston. Nel 1987 le è stata assegnata la borsa di studio Jazz Masters Fellowship del National Endowment for the Arts. Dopo aver subito ripetuti ictus, è morta a Los Angeles in California nel 1999, pochi giorni dopo un tributo alla sua musica e a quella di Randy Weston alla Harvard University. Il suo funerale alla St. Peter's Church a Manhattan includeva performance di Weston con Jann Parker, dell'ensemble afro-cubano di Chico O'Farrill e di Lorenzo Shihab.

## Composizione e arrangiamento
La sua iniziale produzione con le orchestre prestigiose di Count Basie e Dizzy Gillespie mostra una forte padronanza dei linguaggi big-band e bop. Tuttavia forse la sua produzione più importante è stata scritta per Randy Weston, con il quale ha lavorato per quattro decenni a partire dagli inizi degli anni Sessanta.
Liston ha lavorato come "ghost writer" durante la sua carriera.

## Rilevanza sociale
Liston è stata una donna in una professione per lo più maschile. Anche se alcuni la considerano una eroina non celebrata, è molto apprezzata nella comunità jazzistica. Liston è stata una precorritrice come trombonista e come donna. Ha raccontato le difficoltà di essere una donna in viaggio: "Ci sono questi problemi naturali in viaggio, i problemi delle donne, i problemi di alloggio, il bucato e tutte quelle cose per mantenersi insieme, problemi che in qualche modo gli uomini non sembrano dover affrontare".
In seguito ha raccontato le difficoltà che ha sperimentato come donna afro-americana che hanno influenzato la sua carriera musicale. Tuttavia, ha generalmente parlato positivamente del cameratismo e del sostegno dei musicisti maschi. Liston ha anche affrontato questioni più ampie di disuguaglianza nell'industria musicale. Una scrittrice ha detto: "Era chiaro che doveva dimostrare continuamente le sue qualità per ottenere un impiego adeguato come musicista, compositrice e arrangiatrice. Non è stata pagata in modo equo e spesso le è stato negato l'accesso alle maggiori occasioni come compositrice e arrangiatrice".

## Stile musicale
Lo stile musicale di Liston rispecchia la sensibilità bebop e post-bop appresa da Dexter Gordon, Dizzy Gillespie e Art Blakey. Le sue prime incisioni come Mischievous Lady di Gordon, un tributo ai suoi assoli, mostrano una combinazione di improvvisazione motivata e lineare, anche se sembrano fare meno uso di armonie e alterazioni estese.
I suoi arrangiamenti, specialmente quelli con Weston, mostrano una flessibilità che trascende la sua educazione musicale nel bebop degli anni '40, sia che si dedichi allo swing, al post-bop, alle musiche africane o alla Motown. La sua padronanza dei gesti ritmici, dei groove e delle poliritmie è particolarmente notevole (come mostrato in Uhuru Afrika e Highlife). Le sue parti strumentali dimostrano un uso attivo delle possibilità armoniche; anche se i suoi arrangiamenti suggeriscono un interesse relativamente moderato per le esplorazioni dei gruppi di free jazz, utilizzano un vocabolario tonale esteso, ricco di voci armoniche alterate, stratificazioni spesse e dissonanze. La sua opera nel corso della sua carriera è stata ben accolta sia dalla critica che dal pubblico.

## Discografia[12]

### Come leader
- Melba Liston and Her 'Bones (MetroJazz, 1959)
- Volcano Blues Con Randy Weston (Antilles, 1993)

### Come spalla o ospite
Con Art Blakey & the Jazz Messengers
- 1957 Art Blakey Big Band
- 1957 Theory of Art
- 1965 Hold On, I'm Coming

Con Betty Carter
- 1958 Out There Con Betty Carter
- 1961 I Can't Help It

Con Ray Charles
- 1959 The Genius of Ray Charles
- 1962 The Ray Charles Story, Vol. 2

Con Dizzy Gillespie
- 1955 Jazz Recital
- 1956 World Statesman
- 1957 Dizzy Gillespie at Newport
- 1957 Birks' Works
- 1957 Dizzy in Greece

Con Quincy Jones
- 1959 The Birth of a Band!
- 1960 Swiss Radio Days Jazz Series, Vol. 1
- 1960 I Dig Dancers
- 1961 Newport '61
- 1961 The Great Wide World of Quincy Jones: Live!
- 1962 The Quintessence
- 1963 Plays Hip Hits
- 1965 I/We Had a Ball
- 1965 Quincy Plays for Pussycats

Con Jimmy Smith
- 1963 Any Number Can Win
- 1966 Jimmy & Wes
- 1966 The Further Adventures of Jimmy and Wes
- 1966 Hoochie Coochie Man
- 1969 Jimmy Smith Plays the Blues

Con Dinah Washington
- 1957 Dinah Washington Sings Fats Waller
- 1958 Dinah Washington Sings Bessie Smith

Con Randy Weston
- 1958 Little Niles
- 1959 Destry Rides Again
- 1959 Live at the Five Spot
- 1961 Uhuru Afrika
- 1963 Highlife (album) - Music from the new African nations featuring the Highlife
- 1973 Tanjah
- 1992 The Spirits of Our Ancestors
- 1993 Volcano Blues
- 1997 Earth Birth
- 1998 Khepera

Con altri
- 1957 Last Chorus, Ernie Henry
- 1958 Back on the Scene, Bennie Green
- 1959 Rhythm Crazy, Jimmy Cleveland
- 1959 Tales of Manhattan, Babs Gonzales
- 1960 Trane Whistle, Eddie "Lockjaw" Davis
- 1961 African Waltz, Cannonball Adderley
- 1961 At Basin Street East, Billy Eckstine/Quincy Jones
- 1961 Rah, Mark Murphy
- 1961 The Chant, Sam Jones
- 1961 The Soul of Hollywood, Junior Mance
- 1962 Afro-American Sketches, Oliver Nelson
- 1962 Big Bags, Milt Jackson
- 1962 Bursting Out Con the All Star Big Band!, Oscar Peterson
- 1962 Rhythm Is My Business, Ella Fitzgerald
- 1962 Snap Your Fingers, Al Grey
- 1962 The Complete Town Hall Concert, Charles Mingus
- 1962 This Is Billy Mitchell Featuring Bobby Hutcherson, Billy Mitchell
- 1963 For Someone I Love, Milt Jackson
- 1963 The Body & the Soul, Freddie Hubbard
- 1964 Mary Lou Williams Presents Black Christ of the Andes, Mary Lou Williams
- 1965 And Then Again, Elvin Jones
- 1966 Roll 'Em: Shirley Scott Plays the Big Bands, Shirley Scott
- 1967 A Mann & A Woman, Tamiko Jones/Herbie Mann
- 1967 Heads Up, Blue Mitchell
- 1968 Listen Here, Freddie McCoy
- 1970 Kim Kim Kim, Kim Weston
- 1973 That Lovin' Feelin' , Junior Mance
- 1978 Skylark, Freddie Hubbard